# Miguel Itálico
Miguel Itálico (fl. 1136–66) foi um instrutor médico bizantino (didáscalo iatro) do século XII que esteve ativo no Hospital Pantocrator que havia sido estabelecido pelo imperador João II Comneno (r. 1118–1143) em 1136. Pantocrator foi um centro médico, no qual Itálico lecionou e explicou as teorias dos médicos Hipócrates (460–370 a.C.) e Galeno (129–200) e ilustrou doenças através de casos médicos. Seu pupilo Teodoro Pródromo descreveu a varíola. Entre 1147 e 1167 ele serviu como arcebispo de Filipópolis.